# Eileen Guppy
 Eileen Mary Guppy  MBE (* 24. Mai 1903; † 8. März 1980) war eine britische Geologin und Petrologin. Sie war die erste Geologin, die beim British Geological Survey angestellt war und die erste Angestellte, die zum Mitglied des Order of the British Empire ernannt wurde.

## Leben und Werk

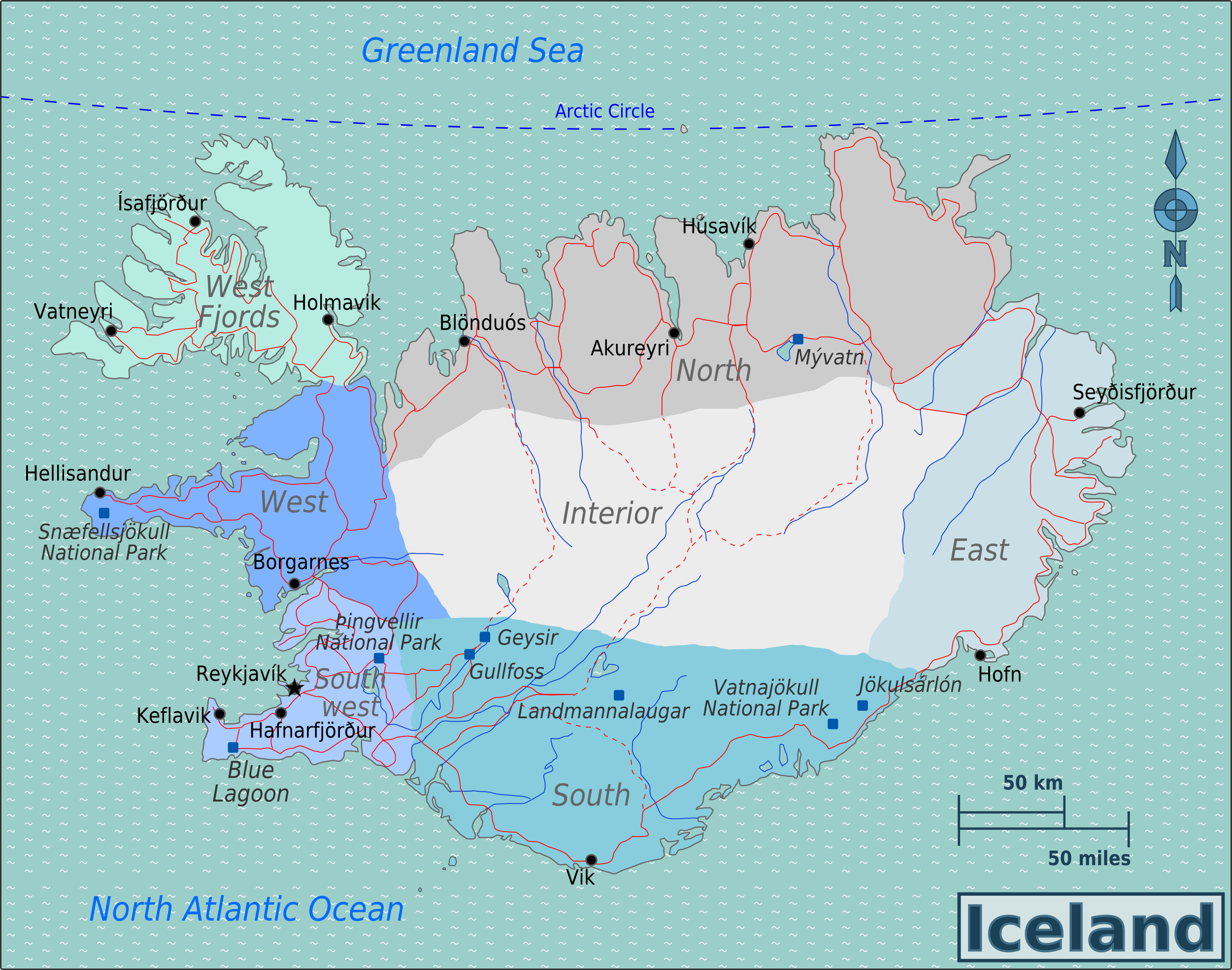
Eine Karte, die zeigt, wo Guppy ihre Forschungen durchführte

Guppy studierte von 1920 bis 1923 am Bedford College in London, wo sie ihr Studium mit Auszeichnung mit einem Bachelor of Science in Geologie abschloss. Anschließend arbeitete sie bis 1925 als wissenschaftliche Mitarbeiterin von Leonard Hawkes am Bedford College und veröffentlichte den Artikel A Composite Dyke from Eastern Island im Quarterly Journal der Geological Society of London.
1927 wurden sie und eine Paläontologin als einzige Frauen mit einem Abschluss in Geologie als technische Assistentinnen in der Petrographieabteilung des British Geological Survey eingestellt. Aufgrund ihres Geschlechts und trotz ihrer Qualifikationen arbeitete Guppy viele Jahre lang in Funktionen, die leitenden männlichen Mitarbeitern untergeordnet waren. 1943 wurde sie zur Hilfsgeologin befördert und war damit die erste Absolventin der Geologie, die in den wissenschaftlichen Stab des British Geological Survey berufen wurde. Obwohl sie zu mehreren Veröffentlichungen beitrug, wurde sie nach Kriegsende degradiert. Um ihre Position als Mitarbeiterin beim Geological Survey zu behalten, durften bis 1975 Frauen nur alleinstehend oder verwitwet sein, ansonsten mussten sie nach der Heirat ihren Arbeitsplatz aufgeben.
Guppy arbeitete jedoch weiterhin in einer einzigartigen Position als persönliche wissenschaftliche Assistentin auf der Ebene des Senior Experimental Officer der Direktoren Sir William Pugh und Sir James Stubblefield. Zuletzt arbeitete sie als Sekretärin für die neue Abteilung für Atomenergie und von 1963 bis 1965 arbeitete sie mit Inspektoren des Public Record Office zusammen, um  Aufzeichnungen des Geological Survey and Museum auszuwerten.

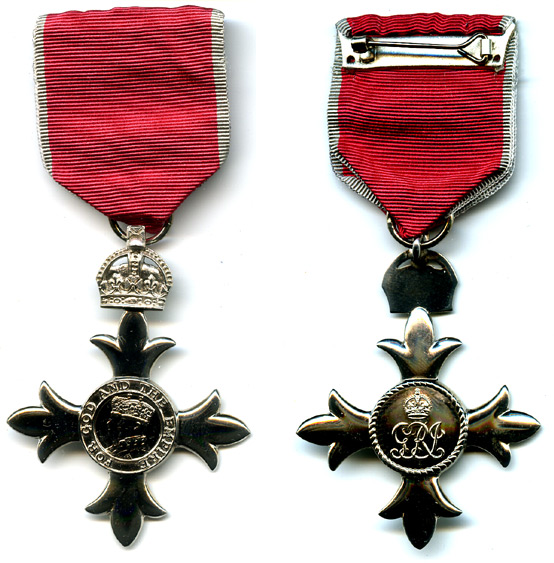
Medaille eines Mitglieds des Order of the British Empire (MBE), Vorder- und Rückseite

Als sie 1966 in den Ruhestand ging, wurde ihr für ihren treuen Dienst der MBE verliehen.

## Veröffentlichungen (Auswahl)
- 1924: mit Leonard Hawkes: A Composite Dyke from Eastern Island
- 1931: Chemical Analysis of Igneous Rocks, Metamorphic Rocks and Minerals
- 1956: Chemical Analyses of Igneous Rocks, Metamorphic Rocks and Minerals
- 1945: mit James Phemister: Rock Wool